# Manis crassicaudata
Il pangolino indiano  (Manis crassicaudata, Gray, 1827) è un mammifero dell'ordine dei Pholidota.

## Descrizione
La lunghezza del corpo, testa compresa, è tra 50 e 80 cm; quella della coda tra 45 e 60 cm. Il peso è tra 10 e 18 kg. Il colore delle scaglie è giallo-bruno; la pelle e il pelo (che, come negli altri pangolini asiatici, è anche tra le scaglie) è più scuro, di colore marrone. La testa e gli occhi sono piccoli. Il nome scientifico è dovuto alla grossezza della coda, maggiore di quella delle altre specie di pangolini. Le zampe sono dotate di forti artigli adatti allo scavo. La coda è prensile. Le femmine hanno un solo paio di mammelle.

## Biologia
La dieta consiste di formiche e termiti. Vive al suolo e scava tane, ma è anche un eccellente arrampicatore. Ha abitudini notturne.
La longevità in natura non è nota, ma in cattività può superare i 13 anni.

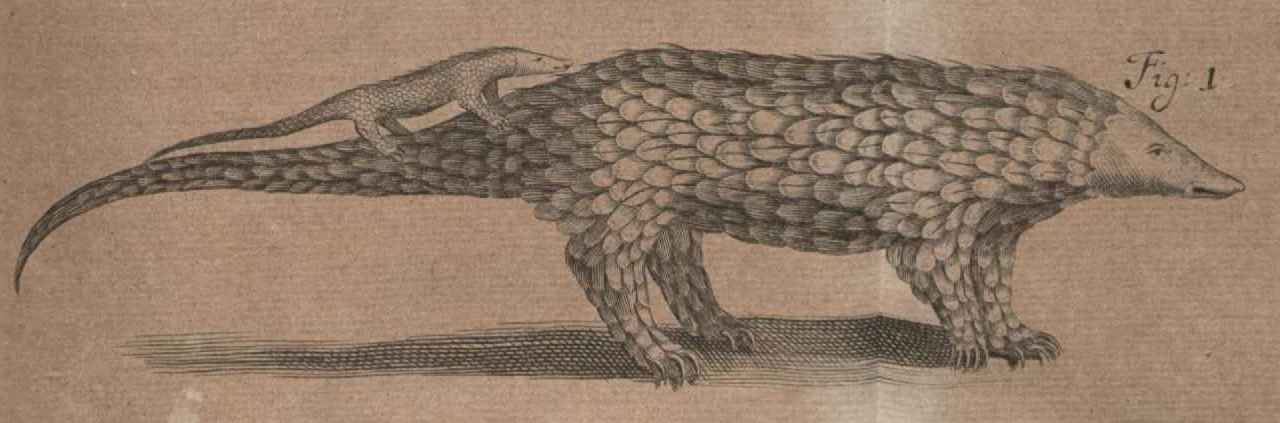
Rappresentazione di un pangolino in una tavola degli Acta Eruditorum del 1689

## Distribuzione e habitat
Vive in diverse zone dell'India, del Pakistan, in Nepal e nello Sri Lanka. Gli habitat sono vari, dalla foresta alla savana.

## Conservazione
La IUCN red list considera questa specie  «in pericolo».